# Rackets
Rackets (in Amerika auch Racquets) ist ein in der Halle gespieltes Rückschlagspiel und gilt als direkter Vorläufer des Squash und des Racquetball. Der Sport ist heute nur noch in wenigen Clubs in Großbritannien, den USA und Kanada verbreitet. 1908 in London war Rackets olympisch.

## Spiel
Rackets wird in Hallen von 60 Fuß (18,28 m) Länge, 30 Fuß (9,14 m) Breite und mindestens 30 Fuß Höhe gespielt. Der Ball ist hart, hat einen Durchmesser von 1,5 Zoll (38 mm) und wiegt 28 Gramm. Es wird mit Schlägern aus Holz gespielt. Die Spielregeln entsprechen im Wesentlichen den Regeln für Squash, die ja aus diesen entstanden sind.
Der Ball wird abwechselnd gegen die Vorderwand oberhalb des sogenannten Boards geschlagen und darf vorher beliebig oft die Seitenwände und die Rückwand, nicht aber den Boden berühren. Das Board ist eine 2 Fuß und 2 Zoll (0,66 m) hohe Holzwand, oft mit Tuch verkleidet. Vor dem Rückschlag darf der Ball höchstens einmal den Boden berühren, ansonsten ist es ein Fehler. Beim Aufschlag muss der Ball direkt auf die Vorderwand gespielt werden und es gelten weitere Einschränkungen. Macht der Aufschläger einen Fehler, wechselt das Aufschlagsrecht. Macht der Rückschläger einen Fehler, erhält der Aufschläger einen Punkt. Wer zuerst 15 Punkte erreicht, gewinnt den Satz, bei Gleichstand von 13 bzw. 14 Punkten wird um 3 bzw. 5 Punkte verlängert. Ein Match besteht aus mehreren Gewinnsätzen.
Squash und das Ende 1920 in den USA entstandene Racquetball gründen auf derselben Spielidee, unterscheiden sich aber von Rackets durch die kleineren Spielflächen (9,75 × 6,40 m bzw. 12,19 × 6,10 m), durch andere Bälle und Schläger und Modifikationen im Regelwerk.

## Geschichte

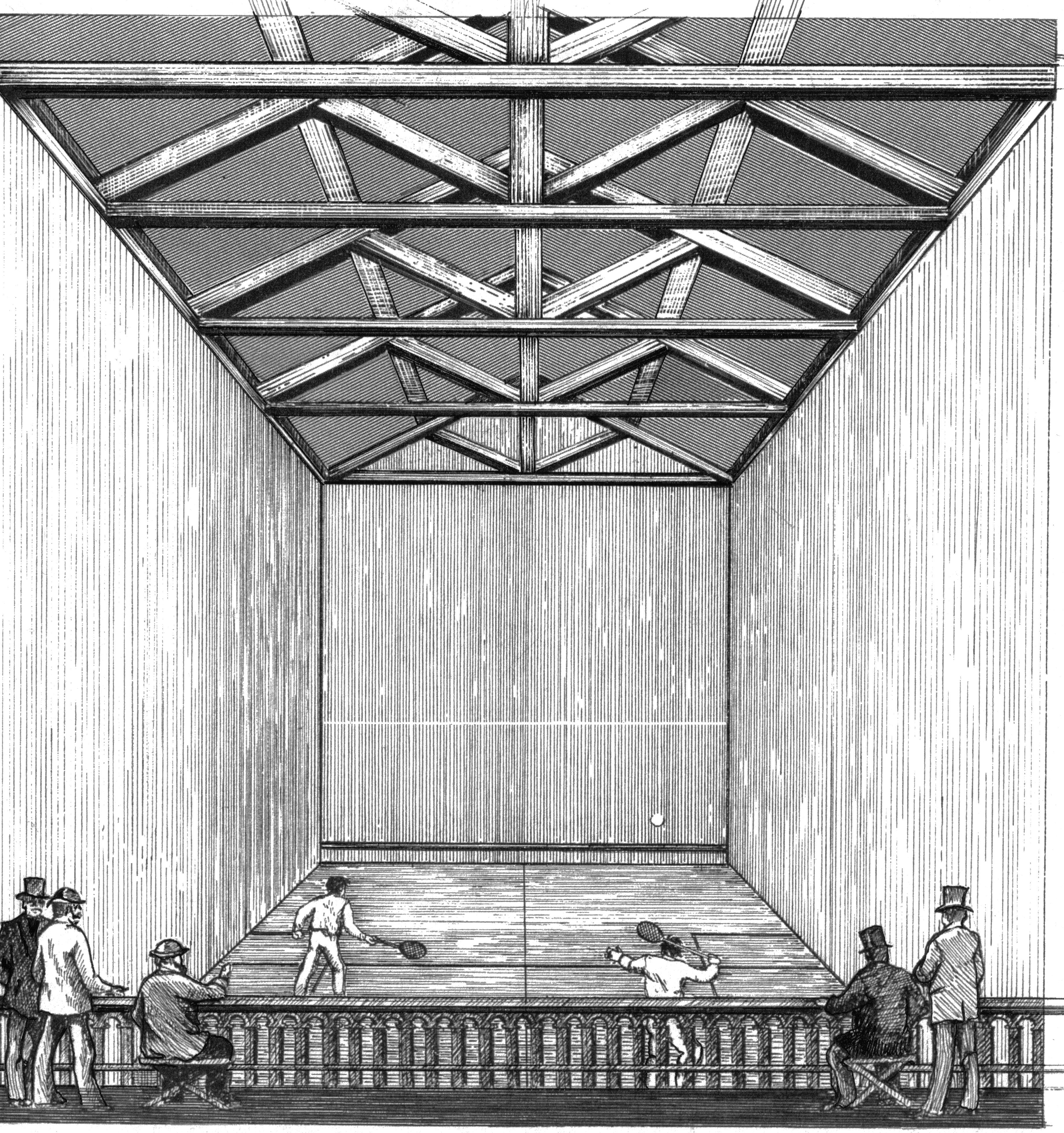
Die Racketshalle von Schloss Eglinton in Kilwinning, Schottland, 1842.

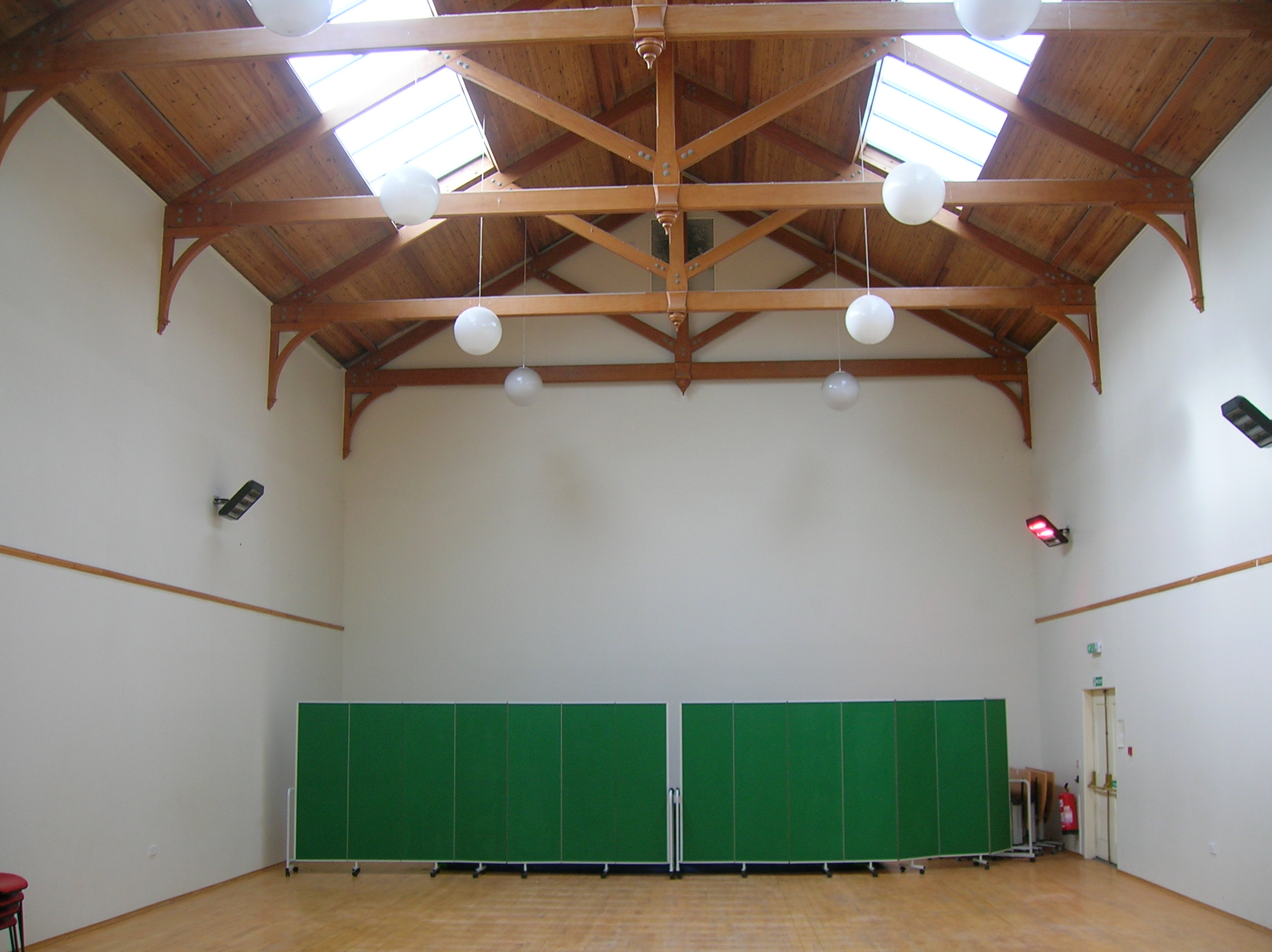
Die Racketshalle von Schloss Eglinton – renoviert, aber nicht mehr für den Sport genutzt.

Rackets soll im 18. Jahrhundert als Zeitvertreib in den Londoner Schuldner-Gefängnissen King's Bench und Fleet entstanden sein. Es wurde zunächst unter freiem Himmel gespielt. Der englische Sportjournalist Pierce Egan beschreibt Rackets ausführlich in seinem 1832 erschienenen Werk Book of Sports And Mirror of Life und erwähnt mehrere offene Rackets-Plätze in Londoner Gasthäusern. Auf diesen Plätzen wurden bereits Meisterschaften im Open Court Rackets ausgetragen. Harrow war die erste Schule, an der Rackets gespielt wurde, wahrscheinlich von den frühen 1820er Jahren an.
Die älteste überdachte Racketshalle wurde kurz nach 1839 auf Schloss Eglinton in Kilwinning, Schottland, gebaut. Mitte des 19. Jahrhunderts begannen die überdachten Courts die offenen zu verdrängen. Der alte Prince's Club eröffnete 1853 mit sieben Courts. Die Maße des Haupt-Feldes im Prince's Club (60 Fuß lang, 30 Fuß breit) wurden zum heute noch gültigen Standard. Weitere Racketshallen folgten, unter anderem an den Universitäten Oxford und Cambridge, in Harrow, im neuen Prince's Club, in Manchester und Liverpool, und 1888 im Queen’s Club, in dem bei den Olympischen Spielen London 1908 die Wettbewerbe im Rackets, Hallentennis und Jeu de Paume (engl. Real Tennis) ausgetragen wurden.
Mit dem Wechsel von offenen zu überdachten Courts wurde Rackets immer mehr zu einem Sport der Wohlhabenden. Gleichzeitig entstand der Sportart Konkurrenz: um zu üben und die Wartezeiten auf den Court zu überbrücken, spielten Schüler von Harrow mit einem weichen Ball. Der flog langsamer als der im Rackets verwendete harte Ball. Erste Berichte von dieser zunächst Squash Racquets, später nur noch Squash (engl. quetschen) genannten Variante stammen aus dem Jahre 1850. Squash verbreitete sich schnell, insbesondere an Schulen, und wurde bald auch auf kleineren Courts gespielt als das klassische Rackets. 1908 wurde Squash eigenständige Sportart und ging ab 1928 mit der Gründung der Squash Rackets Association (SRA) eigene Wege.

## Rackets heute
Rackets wird heute (Stand: Oktober 2012) nur noch von wenigen Clubs gespielt, die in zwei Verbänden organisiert sind: Die Tennis and Rackets Association wurde 1907 gegründet und nennt 18 Clubs und Schulen mit Rackets Courts. Die North American Racquets Association hat 7 Mitglieder in den USA und Kanada. Beide Verbände koordinieren einen regelmäßigen Spielverkehr.